# Ampelopsis leeoides
Ampelopsis leeoides là một loài thực vật hai lá mầm trong họ Nho. Loài này được (Maxim.) Planch. miêu tả khoa học đầu tiên năm 1887.